# Епархия Картаго (Коста-Рика)
Епархия Картаго (лат. Dioecesis Carthaginensis in Costa Rica) — епархия Римско-Католической церкви с центром в городе Картаго, Коста-Рика. Епархия Картаго входит в митрополию Сан-Хосе де Коста-Рики. Епархия Картаго распространяет свою юрисдикцию на коста-риканскую провинцию Картаго и некоторые приходы в провинции Сан-Хосе. Кафедральным собором епархии Картаго является церковь Пресвятой Девы Марии с горы Кармель в городе Картаго. В Картаго также находится важнейший санктуарий Коста-Рики — базилика Пресвятой Девы Марии Царицы Ангелов.

## История
24 мая 2005 года Римский папа Бенедикт XVI издал буллу «Saepe contingit», которой учредил епархию Картаго, выделив её из архиепархии Сан-Хосе де Коста-Рики и епархии Лимона.

## Ординарии епархии
- епископ José Francisco Ulloa Rojas (24.05.2005 — 4.03.2017, в отставке);
- епископ Mario Enrique Quirós Quirós (4.03.2017 — по настоящее время).

## Источник
- Annuario Pontificio, Ватикан, 2007
- Булла Saepe contingit (лат.)